# Rehabeam
Rehabeam (hebräisch רְחַבְעָם) regierte als erster König des Reiches Juda während der Eisenzeit im östlichen Mittelmeerraum von 931 bis 914 v. Chr. 

Das vereinigte Königreich Israel löste sich nach dem Tod Salomos 926 v. Chr. in das von Jerobeam I. regierte Nordreich Israel mit der Hauptstadt Samaria (das blau gefärbte Areal) und das Gebiet von Rehabeam, dem Herrscher von Juda, mit der Hauptstadt Jerusalem im Süden auf (das ocker gefärbte Areal).

## Biblisches Zeugnis
Sein Vater war König Salomo, seine Mutter die Ammoniterin Naama. Nach Salomos Tod gelang es ihm nicht, das laut Bibel von König David begründete Großreich zu bewahren. Außer seinem eigenen Stamm Juda und dem Stamm Benjamin fielen alle Stämme vom davidischen Königshaus ab und erwählten sich Jerobeam I. zum König des Nordreichs Israel. 
Nach 1. Könige 12 ließ Rehabeam auf ein prophetisches Wort hin von dem Plan ab, das Nordreich durch einen Krieg zurückzuerobern. Außerdem wurden unter Rehabeam Götzen verehrt. Seine Untertanen machten auf allen hohen Hügeln und unter grünen Bäumen „Höhen, Steinmale und Ascherabilder“ (1 Kön 14,23 ). Im fünften Jahr seiner Regierung wurde das Südreich Juda von Ägypten unter dem Pharao Schischak, der allgemein mit Scheschonq I. gleichgesetzt wird, angegriffen und Teile des Tempelschatzes geplündert. Nach der Bibel eine Strafe Gottes.

„Im fünften Jahr des Königs Rehabeam zog Schischak, der König von Ägypten, herauf gegen Jerusalem und nahm die Schätze aus dem Hause des Herrn und aus dem Hause des Königs, alles, was zu nehmen war.“

Rehabeams Sohn war König Abija, der nur drei Jahre regierte (1 Chr 3,10 ); sein Enkel war König Asa, der 41 Jahre regierte.

## Archäologie
In Karnak, im großen Säulensaal des Amun-Tempels, wurde ein Tempelrelief des Pharao Scheschonq I. 22. Dynastie (Dritte Zwischenzeit) gefunden, das einen Eroberungszug nach Kanaan darstellt. Die ägyptische Chronologie beruft sich auf jenen Feldzug, bei dem Scheschonq als Schischak im Alten Testament im Zusammenhang mit Rehabeams fünften Regierungsjahr erwähnt wird.
Es ist jedoch ungewiss, ob dabei die Städte Judas zerstört wurden, da gerade diese Ortschaften einschließlich Jerusalems auf dem Relief nicht genannt werden. Auch ist bisher nicht genau festzustellen, ob der oder die Feldzüge in der Regierungszeit des Rehabeam stattfanden. Des Weiteren befindet sich eine Hieroglypheninschrift vom Feldzug des Scheschonq auf einer Stele nördlich von Jerusalem sowie in Megiddo. 
Danach wurden hauptsächlich die Städte des Nordreiches Jerobeams, unter anderem das alte Stammesgebiet des Königs Saul, zerstört sowie die mächtigen Städte der fruchtbaren Jesreel-Ebene unterworfen.

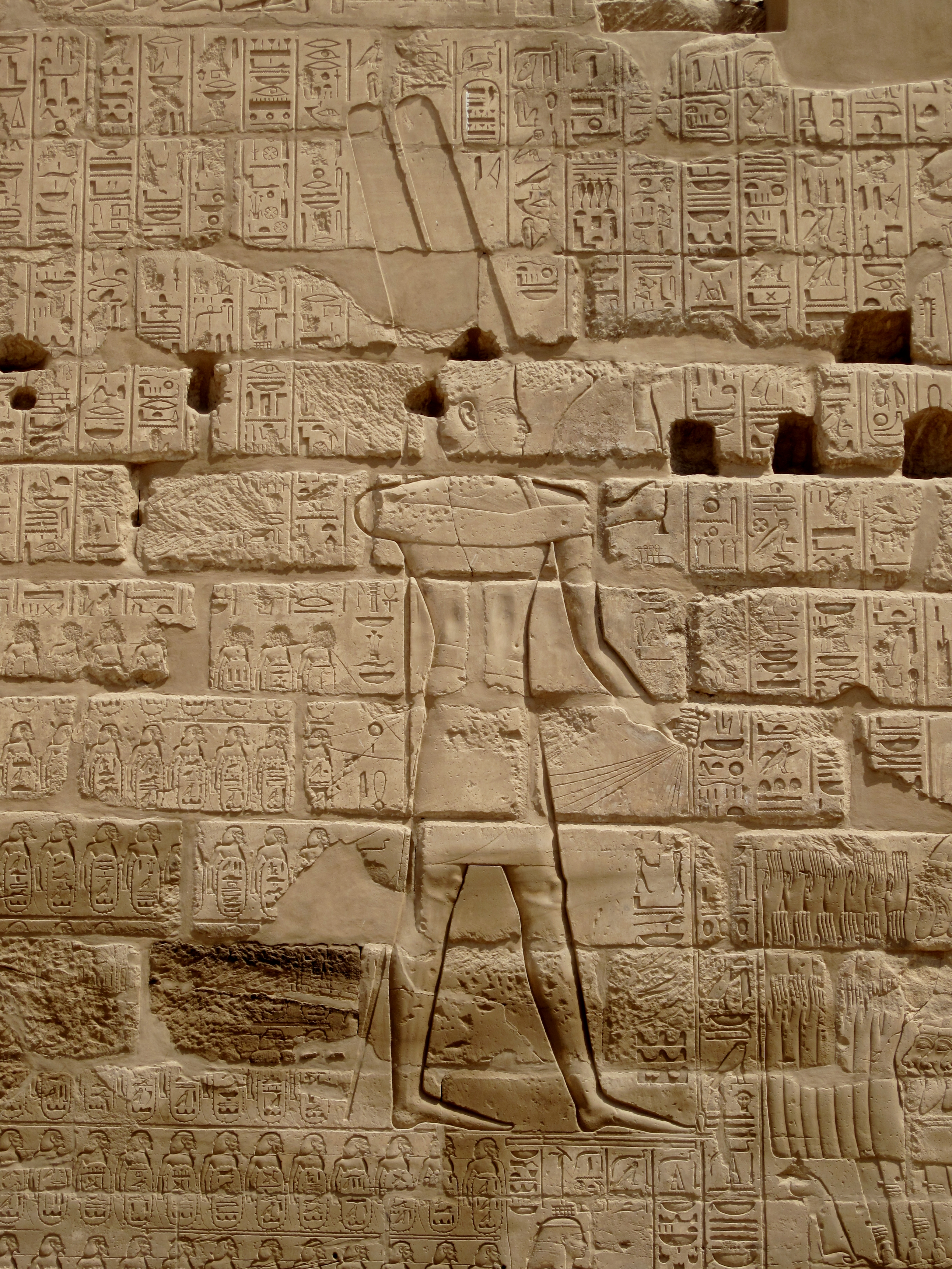
Die Inschriften auf der Tempelwand (Bubastiten-Halle im Tempel des Amun-Re) zeigt eine Liste der Stadtstaaten die Pharao Scheschonq I. durch seine nahöstlichen Kriegszüge erobert hatte.

## Sonstiges
- Die Champagner-Flasche mit 4,5 Litern Inhalt, was 6 regulären Flaschen entspricht, wird als Rehoboam bezeichnet.